# Andreas Oschkenat

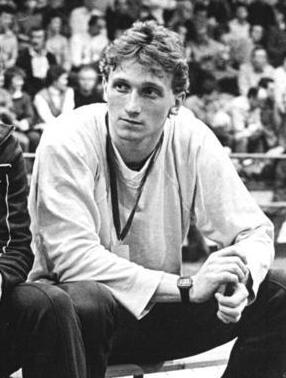
Oschkenat bei den DDR-Hallenmeisterschaften 1987

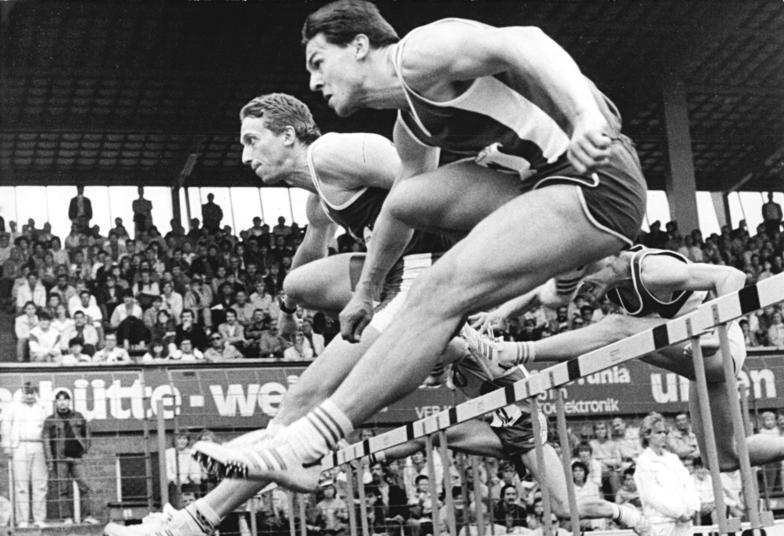
Oschkenat (hinten) bei den DDR-Meisterschaften 1988

Andreas Oschkenat (* 9. Juni 1962 in Sonneberg) ist ein ehemaliger deutscher Hürdenläufer, der für die DDR startete und sich auf die 110-Meter-Distanz spezialisiert hatte.
Er gewann 1981 bei den Junioreneuropameisterschaften Silber über die Hürden und Gold mit der 4-mal-100-Meter-Staffel der DDR. 1983 gewann er bei den Halleneuropameisterschaften in Budapest Bronze über 60 Meter Hürden und erreichte bei den Weltmeisterschaften in Helsinki das Halbfinale. Bei den Leichtathletik-Europameisterschaften 1986 in Stuttgart wurde er Fünfter.
1987 wurde er DDR-Meister und 1983, 1984, 1986 sowie 1988 DDR-Vizemeister. In der Halle wurde er je zweimal DDR-Meister (1987, 1988) und -Vizemeister (1983, 1984) über 60 Meter Hürden.
Andreas Oschkenat startete für den SC Dynamo Berlin. In den nach der Wende öffentlich gewordenen Unterlagen zum Staatsdoping in der DDR fand sich bei den gedopten Sportlern auch der Name von Oschkenat.
1984 heiratete er die Hürdenläuferin Cornelia Oschkenat (geb. Riefstahl). Nach der Wende eröffnete er mit seiner Frau ein Restaurant.

## Persönliche Bestzeiten
- 50 m Hürden (Halle): 6,55 s, 20. Februar 1998, Ost-Berlin
- 60 m Hürden (Halle): 7,63 s, 6. März 1983, Budapest
- 110 m Hürden: 13,50 s, 16. Juni 1983, Karl-Marx-Stadt